# Черда
Черда (італ. Cerda, сиц. Cerda) — муніципалітет в Італії, у регіоні Сицилія,  метрополійне місто Палермо.
Черда розташована на відстані близько 460 км на південь від Рима, 50 км на південний схід від Палермо.
Населення — 5365 осіб (2014).
Щорічний фестиваль відбувається 16 серпня. Покровитель — Madonna Addolorata.

## Демографія
Населення за роками:

Станом на 1 січня 2023 року в муніципалітеті офіційно проживало 217 іноземців з 14 країн, серед них 89 громадян країн Євросоюзу та 1 громадянин України.

## Сусідні муніципалітети
- Алімінуза
- Коллезано
- Шіара
- Шиллато
- Склафані-Баньї
- Терміні-Імерезе